# 広島みなと夢花火大会
広島みなと夢花火大会（ひろしまみなとゆめはなびたいかい）は、広島市南区宇品界隈で毎年7月第4土曜日に行われる花火大会。
10月に開催される厳島水中花火大会と並び、広島を代表する花火大会である。

## 打ち上げ概要
- 主催：広島祭委員会、広島港まつり委員会、広島観光コンベンションビューロー、中国新聞社
- 後援：広島市、広島市教育委員会、中国運輸局、第六管区海上保安本部、広島海上保安部、中国海事広報協会、広島青年会議所、広島高速道路公社、NHK広島放送局、中国放送、広島テレビ、広島ホームテレビ、テレビ新広島、広島エフエム放送
- 月日：毎年7月第4土曜日19時40分頃から約1時間
- 場所：宇品・広島港1万トンバース沖
- 発数：約10,000発
- 交通アクセス
  - 広島電鉄宇品線海岸通電停下車
  - 当日は広島駅などから広電バス・広島バスのシャトルバスが多数運転され、市内電車も広島駅・横川駅へ向かう臨時列車が海岸通電停から折り返し運転を行う[1]。

## 大会中止

### 2018年
2018年（平成30年）は台風（平成30年台風第12号）の影響で中止となり、2019年の花火大会で前年に発生した西日本豪雨災害の慰霊と被災地復興をテーマとして白菊をモチーフにした花火が打ち上げられた。

### 2020-2023年
2020-2022年は新型コロナの感染拡大の影響で夏季の大会は中止。代わりとして「広島ドリーム花火」と銘打って、2021・2022年度は市内の複数個所で「サプライズ花火」を打ち上げる形で代替イベントを開催。2021年度はさらに2022年1月に、広島市民球場 (初代)跡地のイベント広場で、事前申し込み制（定員600人=抽選）+ネット中継のライブ配信によるステージアトラクションを行うことになっていたが、コロナの感染拡大の影響で入場整理券持参者による会場入場は取りやめとなり、無観客ライブ配信のみで行われた。
2023年も、コロナの感染は落ち着いているが、参加者のアクセスの起点となる広島駅のコンコース、特に南口広場の改修工事中であるため、多くの観客を円滑・かつ安全に輸送することが難しいため、2022年12月の段階で実質4年連続での開催見送りが決定した。
2024年7月27日夜に広島市南区で5年ぶりに花火大会が開催され、主催者によると約45万人が来場し、記録を取り始めた2007年以降で最多の来場者数となった。